# Careproctus vladibeckeri
Careproctus vladibeckeri es una especie de pez del género Careproctus.

## Descripción
Cuenta con una cabeza relativamente grande, ancho y profundidad aproximadamente iguales. La boca cuenta con dientes simples dispuestos en filas curvas oblicuas en ambas mandíbulas. Los ojos son diminutos, abertura branquial casi vertical, costillas pleurales ausentes. En cuanto a coloración, es una especie marrón pálida, cavidad orobranquial pálida, peritoneo marrón negruzco, estómago pálido. Mide poco más de 170 mm de longitud (6,69 pulgadas), según ejemplares encontrados, pudiendo alcanzar los 199 mm (7,83 pulgadas). Se han registrado hembras con tamaños que sobrepasan los 267 mm de longitud  (10,51 pulgadas).

## Distribución
Se distribuye por el océano Austral, en las islas Orcadas del Sur, mar de Ross y mar de Weddell. Especie marina batidemersal encontrada a 952 m de profundidad, pudiendo alcanzar 2273-2941 m.